# Attheyella yemanjae
Attheyella yemanjae é uma espécie de crustáceo da família Canthocamptidae.
É endémica do Brasil.